# 적교
적교 혹 적조(翟釗, ? ~ 393년)는 적위(翟魏)의 군주(391~393)이다. 원래 정령 사람으로, 적료의 아들이다.

## 생애
적료가 정령의 수령이자 적위의 군주일 때, 적조는 적료의 명을 받아 사주군현(四周郡縣)을 침략했다.
391년, 적료가 죽자 적조가 뒤를 이었고, 정정(定鼎)으로 개원하였다. 적조는 즉위한 지 얼마 되지 않아 후연의 업성(鄴城, 河北臨漳縣西)을 공격했으나, 모용농에게 격퇴당했다.
392년 2월, 적조가 부장인 적도(翟都)를 보내 후연의 관도(館陶, 河北館陶縣)를 침략하게 하였고, 소강루(蘇康壘)에 둔을 쳤다.
3월, 후연의 모용수가 적위로 친정하였고, 먼저 소강루(蘇康壘)를 핍박하니 적도는 활대(滑台, 今河南滑縣)로 달아났다. 적조가 일찍이 서연에 구원을 요구하였으나 서연이 거절하였다.
6월, 모용수가 여양(黎陽, 河南濬縣)에서 남쪽으로 황하를 건널 것을 준비하였고, 적조는 황하 남쪽 하안에서 병사를 늘어놓아 이에 대항하였다. 모용수가 이에 군영을 서진(西津)으로 옮겼고, 여양 서쪽 40리 밖에서 수백 척의 소 가죽을 씌운 배를 만들었고, 그 모습이 흡사 물이 위로 거슬러 올라가는 듯 하였다. 적조가 이에 병사를 이끌고 서진으로 나아갔는데, 모용수는 이를 틈타 모용진(慕容鎮)에게 명령하여 밤에 황하를 건너게 하였다. 그날 저녁 사이에 모용진은 황하 남쪽에서 군영을 세웠고, 적조는 이 소문을 듣고 군사를 돌려 모용진을 공격하였다. 그러나 모용진이 굳게 방벽을 세우고 저항하였고, 적조의 군사는 행군과 공격을 하느라 피로해졌고, 공격은 실패하였다. 적조는 이에 떠날 것을 고려하였으나 모용진이 이때 병사를 내어 서진에서 황하를 건넌 모용농과 연합하여 적조를 양쪽에서 공격하니 적조의 군사는 크게 패하였다. 적조는 물러나 활대로 돌아갔고, 처자식과 남은 무리를 거느리고 북쪽으로 황하를 건너가 험준한 백록산(白鹿山)을 근거지로 삼고 굳게 지켰다. 후연의 군사가 이 때문에 공격하지 못하고 물러났으나, 기병을 산 아래에 남겨두어 적조가 내려오는 것을 기다리게 하였다. 오래지 않아 적조가 산을 내려왔으나 즉시 후연 기병의 기습을 받았고, 무리들이 모두 사로잡혔다. 적조는 서연으로 달아났고, 서연은 적조를 거기대장군(車騎大將軍), 연주목(兗州牧)으로 임명하였고, 동군왕(東郡王)에 봉하였다. 적위는 이로써 멸망했다.
393년, 적조는 반란을 모의하다 걸려 서연의 황제 모용영에게 살해당했다.